# Parafiskus
Als Parafiskus (aus altgriechisch παρά pará, „neben, daneben“ und lateinisch fiscus, „Staatskasse“; Plural: Parafisken, Parafisci oder Parafiski) werden in der Finanzwissenschaft Körperschaften des öffentlichen Rechts oder öffentliche Unternehmen bezeichnet, die dem Bürger oder Privatunternehmen Dienstleistungen erbringen.

## Allgemeines
Parafisci sind also nicht der Staat selbst, sind aber auch keine Privatunternehmen. Im Marktverhalten befinden sich ihre Dienstleistungen zwischen den privaten Gütern und den öffentlichen Gütern. Dort, wo es Zwangsmitgliedschaft von Bürgern oder Unternehmen gibt wie bei der Handwerkskammer, sind deren Dienstleistungen öffentliche Güter, weil kein Bürger oder Unternehmen von der Mitgliedschaft ausgeschlossen werden darf, sofern er die Voraussetzungen erfüllt.
Im öffentlich-rechtlichen Sektor handelt es sich bei Parafisci um nicht gebietskörperschaftlich organisierte Selbstverwaltungskörperschaften und im privatrechtlichen Bereich um Verbände, deren Aufgabenwahrnehmung derart im öffentlichen Interesse liegt, dass eine staatliche Qualifizierung der Tätigkeit erfolgt.

## Geschichte
Erste systematische Forschungen über Parafisci werden Fritz Karl Mann zugeschrieben, der 1928 feststellte, dass die finanzwirtschaftliche Wirklichkeit durch eine multifiskalische Struktur gekennzeichnet ist. Im Zuge der gesellschaftlichen Entwicklung seien nicht-staatliche Organisationen entstanden, die öffentliche Aufgaben erfüllten und zu diesem Zweck mit dem Recht der Steuererhebung ausgestattet wurden. Diese Organisationen seien Mann zufolge „abgesplitterte Staatsfunktionen“.
Im Jahre 1936 werden diese vom Input betrachteten Erkenntnisse durch eine Output-Analyse ergänzt, nämlich die „Erfüllung der öffentlichen Aufgabe“. Weitere wesentliche Beiträge lieferten Emanuele Morselli (1951) mit dem „Verschmelzen zweier Funktionen, einer gesellschaftlichen und einer staatlichen“, die er bei Parafisci beobachtete. Als „halböffentliche Körperschaften (Kammern)“ und „intermediäre Finanzgewalten (Zweckfonds, Stiftungen und Zwangsversicherungen)“ galten 1953 die Parafisci als ein Bestandteil der öffentlichen Wirtschaft.
Henry Laufenburger betrachtete 1956 die Sozialversicherung als ein Instrument der staatlichen Intervention im sozialen Bereich, deren Finanzierung durch die Übertragung von Staatseinnahmen (französisch recettes parafiscales) sichergestellt werde. Einen weiteren Beitrag lieferte 1959 Giorgio Stefani.
Clemens August Andreae sah 1963 den Parafiskus als „Funktionsübernahme von zwei Seiten“ an, denn „sie übernehmen Funktionen, die sonst dem Einzelnen zufallen, ziehen sie zusammen und befriedigen sie kollektiv“. Birger Priddat betonte 1992 die zwangsmitgliedschaftliche Finanzierung der Parafiskalität, trennte diese Institutionen von jenen, denen diese Finanzierung nicht zur Verfügung steht und nennt diese „Nonfiski“. Das 1992 erschienene Buch „Theorie der Parafiski“ skizziert ausgewählte Fragen und Problemstellungen, die sich durch vorrangig ökonomisch orientierte Analyse der Parafisci eröffnen.

## Arten
Es gibt drei Arten von Parafisci:
- „Klassische“ Parafisci sind Kirchen und Religionsgemeinschaften. Vor ihrer Privatisierung gehörten die Deutsche Bundespost und Deutsche Bundesbahn dazu.
- Ständefisci sind Standesvertretungen oder berufsständische Körperschaften wie unter anderem Ärztekammern, Handwerkskammern, Industrie- und Handelskammern, Landwirtschaftskammern, Notarkammern oder Rechtsanwaltskammern.
- Sozialfisci sind die Arbeitslosen-, Kranken-, Unfall-, Renten- und Sozialversicherung.

Sie alle sind Körperschaften des öffentlichen Rechts; bis auf die Kirchen haben sie Pflichtmitglieder, die durch Ausübung ihres Berufes oder ihres Betriebszwecks automatisch der Körperschaft beitreten müssen. Die Einordnung von Kirchen als Parafisci ist umstritten. Zwar erfüllen die Kirchen öffentliche Aufgaben, jedoch gibt es keine Zwangsabgaben und Pflichtbeiträge. Dies erklärt sich dadurch, dass – im Gegensatz zu Sozialversicherungen – eine Mitgliedschaft in Kirchen nicht verpflichtend ist und ein Kirchenaustritt möglich ist.
Gemeinschaftliche Merkmale dieser Arten sind ihre funktionale Autonomie oder Selbstverwaltung, öffentliche Aufgabe, hoheitliche oder zwangsweise Finanzierung und Bedarfsdeckung.

## Wirtschaftliche Aspekte
Auf die Rechtsform eines Parafiskus kommt es nicht an, sondern auf die Erfüllung öffentlicher Aufgaben unter Verwendung öffentlicher Mittel wie Zwangsabgaben. Bei der ausschließlichen Finanzierung einer Institution aus Mitgliedsbeiträgen freiwilliger Mitglieder wie bei Gewerkschaften handelt es sich nicht um Parafisci.
Die Dienstleistungen der Parafisci befinden sich zwischen den auf dem Gütermarkt marktwirtschaftlich angebotenen Privatgütern und den öffentlichen Gütern. Durch die Nicht-Ausschließbarkeit von Zwangsmitgliedern werden die Dienstleistungen eines Parafiskus zu einem öffentlichen Gut.
Das – auch international – weitgehend aufgehobene staatliche Postmonopol wurde als Parafiskus damit verteidigt, dass konkurrierende Anbieter nur lukrative Ballungsregionen bedienen würden, nicht aber die abgelegenen, durch geringe Bevölkerungsdichte gekennzeichneten Gebiete, in denen die Kosten die Erlöse übersteigen.
Die Abgrenzung der Parafisci von anderen Institutionen muss präzise erfolgen, denn die Entscheidung, welche Institution den Parafisci und damit dem öffentlichen Sektor zugerechnet wird, hat unmittelbaren Einfluss auf die Staatsquote.